# Microcosmos
«Microcosmos» — сьомий студійний альбом блек-метал гурту «Drudkh», виданий у 2009 році, французьким лейблом «Season of Mist».

## Список композицій
| #     | Назва                                                                                      | Тривалість |
| ----- | ------------------------------------------------------------------------------------------ | ---------- |
| 1.    | «Минулі Дні (англ. Days That Passed)» (інструментальна «Дума про Байду»)                   | 1:06       |
| 2.    | «Далекий Крик Журавлів (англ. Distant Cries of Cranes)» (лірика Іван Франко, 1883)         | 09:37      |
| 3.    | «Декаданс (англ. Decadence)» (лірика Олег Ольжич, 1935)                                    | 10:32      |
| 4.    | «Ars Poetica» (лірика Богдан Рубчак, 1967)                                                 | 09:47      |
| 5.    | «Все, Що Не Сказано Раніше (англ. Everything Unsaid Before)» (лірика Олег Зуєвський, 1948) | 09:33      |
| 6.    | «Вдовина Скорбота (англ. Widow's Grief)» (інструментальна)                                 | 01:07      |
| 41:42 |                                                                                            |            |